# Pepe Jeans
«Pepe Jeans London» — британский бренд джинсовой повседневной одежды, основанный в районе Портобелло-роуд в Лондоне в 1973 году и базирующийся в Сан-Фелиу-де-Льобрегат, Испания.
Карлос Ортега является генеральным директором компании и владеет более 20% акций компании.

## История
Компания Pepe Jeans была основана в 1973 году тремя братьями, которые управляли киоском на рынке Portobello Road в Лондоне. Впоследствии он расширился до магазина на Карнаби-стрит, а в 1980-х годах компания освоила и европейский рынок.
В 1988 году Pepe Jeans стала принадлежать Аруну, Милану и Нитину Шах.
В феврале 2015 года Pepe Jeans и Hackett London (часть Pepe Jeans Group) были куплены ливанской группой M1 и дочерней компанией LVMH, L Capital Asia. Эти компании ранее принадлежали фондам Torreal Funds (31%), Artá Capital (16,4%), L Capital Europe (11,5%) и её менеджерам.
В 2015 году Pepe Jeans объявила, что группа добавляет новый бренд, Norton Clothing, в честь британского мотоциклетного бренда, основанного в 1898 году.